# Alex Steffen
Alex Steffen (né c. 1968), est un futurologue américain qui écrit et parle de la durabilité et de l'avenir de la planète. Il souligne l'importance d'imaginer un avenir possible convaincant et positif : « Il est littéralement vrai que nous ne pouvons pas construire ce que nous ne pouvons pas imaginer… Le fait que nous n'imaginions pas de manière convaincante un monde prospère, dynamique et durable est une raison majeure pour laquelle nous ne vivons pas déjà dans un monde comme cela. »

## Biographie
De 2003 à 2010, Steffen a été rédacteur en chef du site web Worldchanging. Worldchanging pratiquait le « journalisme basé sur les solutions ». L'association a annoncé que l'objectif de son travail était de mettre en évidence de nouvelles solutions à ce que l'équipe éditoriale considérait comme les problèmes les plus pressants de la planète, plutôt que de diffuser des nouvelles de ces problèmes ou des critiques de leurs causes.
Le site a remporté ou a été nommé pour un certain nombre de prix et récompenses, notamment : 2005 a remporté le prix Utne Independent Press; 2006, finaliste d'un Webby pour le meilleur blog. Finaliste en 2007 pour un Webby pour le meilleur magazine, ainsi que pour les prix Bloggie du meilleur blog de groupe et de la meilleure rédaction pour un blog. Il a remporté le prix vert de littérature durable pour son livre et a remporté le Organic Design Award. Il a aussi été candidat au prix Ars Electronica et en 2008 il a été nommé lauréat officiel Webby.
En novembre 2006, Steffen a publié une enquête sur l'innovation mondiale, Worldchanging: A User's Guide for the 21st century  (ISBN 978-0810930957) avec une préface d'Al Gore, un design de Stefan Sagmeister et une introduction de Bruce Sterling. Une nouvelle édition mise à jour, avec une préface de Van Jones et une introduction de Bill McKibben, a été publiée en 2011.
En 2012, Steffen a publié Carbon Zero: Imagining Cities That Can Save the Planet (imaginer des villes qui peuvent sauver la planète) un livre qui a exploré les innovations et les changements de politique qu'une ville nord-américaine devrait apporter pour devenir neutre en carbone.
En 2013, il devient Planetary Futurist in Residence au sein de la société de design IDEO.
En 2016, Steffen a mené avec succès une campagne de financement participatif pour The Heroic Future : une série de documentaires en trois parties sur la façon dont nous pourrions imaginer un avenir durable. Le thème était que vous ne pouvez pas construire ce que vous ne pouvez pas imaginer. La série a été filmée devant un public en direct pendant trois nuits en septembre 2016 au Théâtre commémoratif des Marines de San Francisco.
En 2017, à la suite de l'élection du président Donald Trump, Steffen a modifié son style en une forme de « journalisme d'anticipation » ; en prenant les mêmes thèmes que l'avenir héroïque et en les plaçant dans un avenir proche, après Trump. Cette série de newsletters s'intitule The Nearly Now.

## Conférences
Steffen est un orateur public fréquent et a parlé à TED, Poptech, Design Indaba, PicNic d'Amsterdam, The Royal Geographical Society et New Delhi's Doors of Perception. Ainsi que des discours liminaires lors d'événements de l'industrie tels que les conférences nationales AIGA et IDSA, O'Reilly's Emerging Technologies (eTech), FOO Camp et Business Expo Bright Green qui ont eu lieu pendant le Copenhagen Climate Summit. Steffen a présenté trois conférences différentes Sud par Sud-Ouest (SxSW),. Steffen a également prononcé des discours dans des universités comme Harvard, Yale, Oxford, Stanford et la London School of Economics,.